# Lista dos treinadores vencedores do Campeonato Brasileiro de Futebol
Esta é uma lista com os treinadores que conquistaram o Campeonato Brasileiro de Futebol. Desde 1937, o Campeonato Brasileiro consagrou 41 diferentes técnicos campeões brasileiros, contabilizando-se todos os torneios que compõem a história do campeonato. O primeiro a vencer foi Floriano Peixoto Correa, em 1937, e Abel Ferreira, em 2023, foi o último. Lula e Vanderlei Luxemburgo são os técnicos que mais vezes venceram, com cinco conquistas cada.

## Por edição

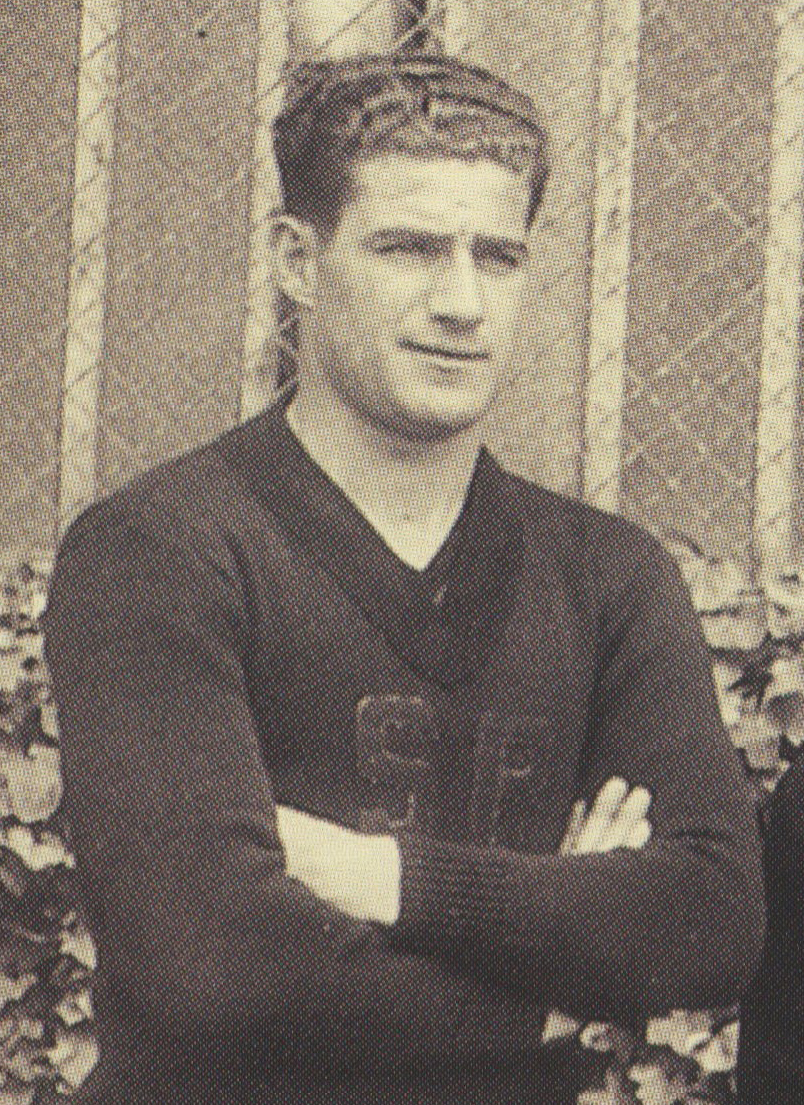
Carlos Volante, venceu o Brasileirão em 1959 pelo Bahia.

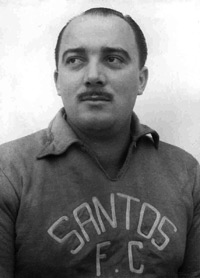
Lula foi pentacampeão com o Santos.

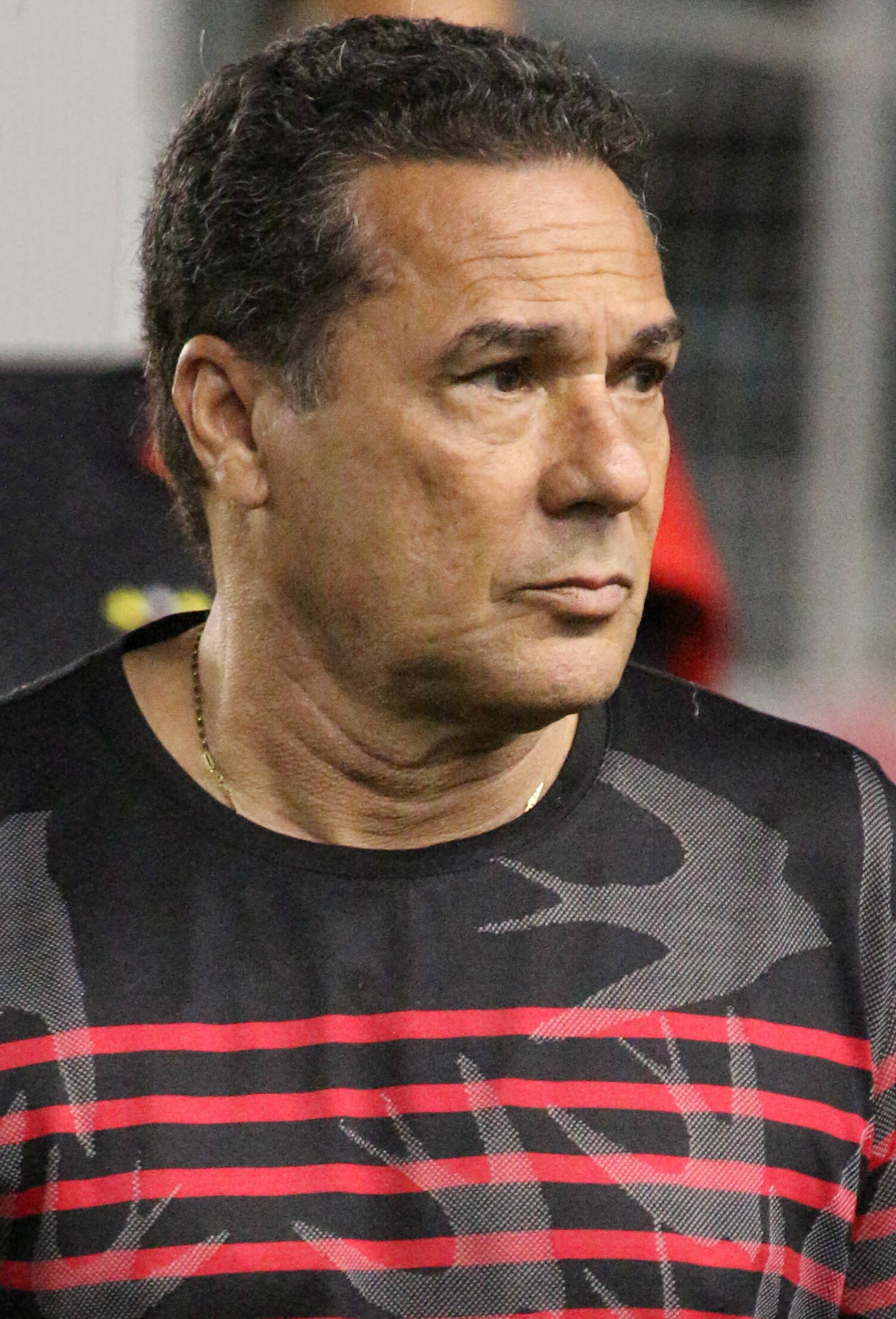
Vanderlei Luxemburgo conquistou a taça em 1993, 1994, 1998, 2003 e 2004.

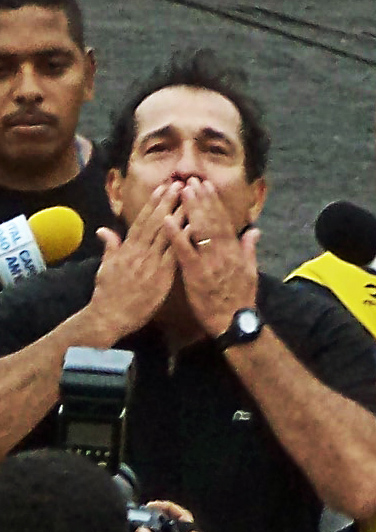
Muricy Ramalho venceu em 2006, 2007, 2008 e 2010.

| Ano  | Treinador               | Clube               |
| ---- | ----------------------- | ------------------- |
| 1937 | Floriano Peixoto Correa | Atlético Mineiro    |
| 1959 | Carlos Volante          | Bahia               |
| 1960 | Osvaldo Brandão         | Palmeiras           |
| 1961 | Lula                    | Santos              |
| 1962 | Lula                    | Santos              |
| 1963 | Lula                    | Santos              |
| 1964 | Lula                    | Santos              |
| 1965 | Lula                    | Santos              |
| 1966 | Ayrton Moreira          | Cruzeiro            |
| 1967 | Aymoré Moreira          | Palmeiras           |
| 1967 | Mário Travaglini        | Palmeiras           |
| 1968 | Antoninho Fernandes     | Santos              |
| 1968 | Mário Zagallo           | Botafogo            |
| 1969 | Rubens Minelli          | Palmeiras           |
| 1970 | Paulo Amaral            | Fluminense          |
| 1971 | Telê Santana            | Atlético Mineiro    |
| 1972 | Osvaldo Brandão         | Palmeiras           |
| 1973 | Osvaldo Brandão         | Palmeiras           |
| 1974 | Mário Travaglini        | Vasco da Gama       |
| 1975 | Rubens Minelli          | Internacional       |
| 1976 | Rubens Minelli          | Internacional       |
| 1977 | Rubens Minelli          | São Paulo           |
| 1978 | Carlos Alberto Silva    | Guarani             |
| 1979 | Ênio Andrade            | Internacional       |
| 1980 | Cláudio Coutinho        | Flamengo            |
| 1981 | Ênio Andrade            | Grêmio              |
| 1982 | Paulo César Carpegiani  | Flamengo            |
| 1983 | Carlos Alberto Torres   | Flamengo            |
| 1984 | Carlos Alberto Parreira | Fluminense          |
| 1985 | Ênio Andrade            | Coritiba            |
| 1986 | Pepe                    | São Paulo           |
| 1987 | Jair Picerni            | Sport               |
| 1988 | Evaristo de Macedo      | Bahia               |
| 1989 | Nelsinho Rosa           | Vasco da Gama       |
| 1990 | Nelsinho Baptista       | Corinthians         |
| 1991 | Telê Santana            | São Paulo           |
| 1992 | Carlinhos               | Flamengo            |
| 1993 | Vanderlei Luxemburgo    | Palmeiras           |
| 1994 | Vanderlei Luxemburgo    | Palmeiras           |
| 1995 | Paulo Autuori           | Botafogo            |
| 1996 | Luiz Felipe Scolari     | Grêmio              |
| 1997 | Antônio Lopes           | Vasco da Gama       |
| 1998 | Vanderlei Luxemburgo    | Corinthians         |
| 1999 | Oswaldo de Oliveira     | Corinthians         |
| 2000 | Joel Santana            | Vasco da Gama       |
| 2001 | Geninho                 | Atlético Paranaense |
| 2002 | Emerson Leão            | Santos              |
| 2003 | Vanderlei Luxemburgo    | Cruzeiro            |
| 2004 | Vanderlei Luxemburgo    | Santos              |
| 2005 | Antônio Lopes           | Corinthians         |
| 2006 | Muricy Ramalho          | São Paulo           |
| 2007 | Muricy Ramalho          | São Paulo           |
| 2008 | Muricy Ramalho          | São Paulo           |
| 2009 | Andrade                 | Flamengo            |
| 2010 | Muricy Ramalho          | Fluminense          |
| 2011 | Tite                    | Corinthians         |
| 2012 | Abel Braga              | Fluminense          |
| 2013 | Marcelo Oliveira        | Cruzeiro            |
| 2014 | Marcelo Oliveira        | Cruzeiro            |
| 2015 | Tite                    | Corinthians         |
| 2016 | Cuca                    | Palmeiras           |
| 2017 | Fábio Carille           | Corinthians         |
| 2018 | Luiz Felipe Scolari     | Palmeiras           |
| 2019 | Jorge Jesus             | Flamengo            |
| 2020 | Rogério Ceni            | Flamengo            |
| 2021 | Cuca                    | Atlético Mineiro    |
| 2022 | Abel Ferreira           | Palmeiras           |
| 2023 | Abel Ferreira           | Palmeiras           |
| 2024 | Artur Jorge             | Botafogo            |

## Estatísticas

### Multicampeões
| Treinador            | Títulos | Anos dos títulos             |
| -------------------- | ------- | ---------------------------- |
| Lula                 | 5       | 1961, 1962, 1963, 1964, 1965 |
| Vanderlei Luxemburgo | 5       | 1993, 1994, 1998, 2003, 2004 |
| Rubens Minelli       | 4       | 1969, 1975, 1976, 1977       |
| Muricy Ramalho       | 4       | 2006, 2007, 2008, 2010       |
| Osvaldo Brandão      | 3       | 1960, 1972, 1973             |
| Ênio Andrade         | 3       | 1979, 1981, 1985             |
| Mário Travaglini     | 2       | 1967TB, 1974                 |
| Telê Santana         | 2       | 1971, 1991                   |
| Antônio Lopes        | 2       | 1997, 2005                   |
| Marcelo Oliveira     | 2       | 2013, 2014                   |
| Tite                 | 2       | 2011, 2015                   |
| Luiz Felipe Scolari  | 2       | 1996, 2018                   |
| Cuca                 | 2       | 2016, 2021                   |
| Abel Ferreira        | 2       | 2022, 2023                   |

### Campeões como jogador e treinador
|                        | Como jogador                                  | Como treinador                                        |
| ---------------------- | --------------------------------------------- | ----------------------------------------------------- |
| Ênio Andrade           | Palmeiras (1960)                              | Internacional (1979), Grêmio (1981) e Coritiba (1985) |
| Paulo César Carpegiani | Internacional (1975 e 1976) e Flamengo (1980) | Flamengo (1982)                                       |
| Carlos Alberto Torres  | Santos (1965 e 1968)                          | Flamengo (1983)                                       |
| Pepe                   | Santos (1961, 1962, 1963, 1964, 1965 e 1968)  | São Paulo (1986)                                      |
| Joel Santana           | Vasco (1974)                                  | Vasco (2000)                                          |
| Emerson Leão           | Palmeiras (1969, 1972 e 1973) e Grêmio (1981) | Santos (2002)                                         |
| Andrade                | Flamengo (1980, 1982 e 1983) e Vasco (1989)   | Flamengo (2009)                                       |
| Rogério Ceni           | São Paulo (2006, 2007 e 2008)                 | Flamengo (2020)                                       |

### Por idade
| Treinador               | Ano  | Idade              |
| ----------------------- | ---- | ------------------ |
| Paulo César Carpegiani  | 1982 | 33 anos e 77 dias  |
| Floriano Peixoto Correa | 1937 | 33 anos e 276 dias |
| Mário Travaglini        | 1967 | 35 anos e 243 dias |
| Zagallo                 | 1968 | 38 anos e 56 dias  |
| Carlos Alberto Torres   | 1983 | 38 anos e 255 dias |
| Carlos Alberto Silva    | 1978 | 38 anos e 364 dias |

| Treinador           | Ano  | Idade              |
| ------------------- | ---- | ------------------ |
| Luiz Felipe Scolari | 2018 | 70 anos e 16 dias  |
| Jorge Jesus         | 2019 | 65 anos e 123 dias |
| Antônio Lopes       | 2005 | 64 anos e 175 dias |
| Abel Braga          | 2012 | 60 anos e 71 dias  |
| Telê Santana        | 1991 | 59 anos e 318 dias |

### Maior intervalo entre dois títulos
Considerando o primeiro e o último título conquistado por cada treinador.
| Treinador            | Títulos   | Intervalo |
| -------------------- | --------- | --------- |
| Luiz Felipe Scolari  | 1996–2018 | 22 anos   |
| Telê Santana         | 1971–1991 | 20 anos   |
| Osvaldo Brandão      | 1960–1973 | 13 anos   |
| Vanderlei Luxemburgo | 1993–2004 | 11 anos   |
| Rubens Minelli       | 1969–1977 | 8 anos    |
| Antônio Lopes        | 1997–2005 | 8 anos    |

### Por local de nascimento
| Local             | Títulos | Treinadores |
| ----------------- | ------- | ----------- |
| São Paulo         | 22      | 11          |
| Rio de Janeiro    | 19      | 14          |
| Rio Grande do Sul | 12      | 6           |
| Minas Gerais      | 7       | 5           |
| Portugal          | 4       | 3           |
| Paraná            | 3       | 2           |
| Alagoas           | 1       | 1           |
| Argentina         | 1       | 1           |